# Michelle MacPherson
Michelle MacPherson (n. 11 mai 1966, Toronto, Ontario, Canada) este o înotătoare ce a reprezentat Canada, medaliată olimpică. A participat la o ediție a Jocurilor Olimpice (1984) în care a câștigat două medalii de bronz.